# 1p36-deletiesyndroom
1p36-deletiesyndroom is een erfelijke aangeboren afwijking veroorzaakt door een deletie, een mutatie waarbij de hoeveelheid genetisch materiaal afneemt. 1p36-deletiesyndroom is een microdeletiesyndroom waarbij (een deel van) band 36 op de korte arm van chromosoom 1 verwijderd is. De deletie kan op meerdere genen betrekking hebben.

## Kenmerken
Het 1p36-deletiesyndroom wordt herkend aan een variëteit aan kenmerken. Deze kenmerken kunnen al vanaf de geboorte aangetroffen worden. Niet iedereen met het syndroom heeft dezelfde symptomen en kenmerken. Het is niet van alle kenmerken duidelijk of ze veroorzaakt worden door het syndroom, of dat ze bij toeval vaak voorkomen bij kinderen met dit syndroom.

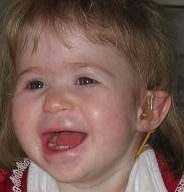
Een kind met gezichtssymptomen van het 1p36-deletiesyndroom

Het kenmerkende uiterlijk van mensen met het 1p36-deletie syndroom is microcefalie, een prominent rond voorhoofd en een kleine puntige kin. De oren staan laag. De ogen liggen ver naar achter, de wenkbrauwen zijn recht en de neusbrug is plat. De handen en voeten zijn klein, met vaak ook andere kenmerken zoals clinodactylie, constant gebalde vuisten door spierspanning, platvoeten, klompvoeten of over elkaar gevouwen tenen. Een deel van de kinderen ontwikkelt een hyperkyfose of scoliose door de hypotonie.
Hoewel het uiterlijk typisch is, kan het even duren voor het syndroom herkend wordt. Dit is omdat het fenotype minder duidelijk is tijdens het eerste levensjaar. Na de eerste verjaardag worden de kenmerken vaak pas echt zichtbaar. Daarnaast is er wel enige variatie in hoe uitgesproken de kenmerken zijn, en buiten de kenmerken in het gezicht varieert het beeld.

## Prevalentie
De prevalentie van het 1p36 is 1 op 5.000. Het is hiermee ook minder zeldzaam dan veel andere chromosoomafwijkingen. Van de patiënten is 65% vrouw. Het is niet helemaal duidelijk waarom het syndroom vaker voorkomt bij vrouwen. Een mogelijke oorzaak is dat mannelijke embryo’s en foetussen met een 1p36-microdeletie eerder eindigen in een miskraam.

## Diagnostiek
Als het 1p36-deletiesyndroom vermoed wordt, kan er moleculair chromosomenonderzoek gedaan worden. Mogelijke onderzoeken zijn een array CGH, SNP array of Next Generation Sequencing. In de meeste gevallen is er sprake van een de-novomutatie. Als het vermoeden bestaat dat dit niet het geval is (bijvoorbeeld vanwege meerdere miskramen of mensen met het syndroom in de familie), kan er chromosomaal onderzoek gedaan worden bij de ouders.

## Ontdekking
De eerste twee zuigelingen met een gedeeltelijke deletie op locus 1p36 werd beschreven in 1980 door Hain et al. Bij de eerste beschreven patiënten werd een translocatie gevonden waarbij een deletie was ontstaan, maar was vaak ook een gedeeltelijke trisomie van een andere locus aanwezig. Patiënten met deze combinatie waren met de beschikbare cytogenetische technieken te vinden. Door verder ontwikkelingen, waaronder de ontwikkeling van FISH, zijn er casus beschreven van patiënten bij wie enkel een 1p36-deletie aangetroffen werd. In 1997 werd door Shapira et al. voor het eerst een studie van meerdere patiënten met 1p36 monosomie beschreven. Hier waren veertien patiënten gevonden met de 1p36 deletie. Dertien patiënten waren in de periode van 1993-1996 doorgestuurd naar het Kleberg Cytogenetics Laboratory en de Hermann Hospital Cytogenetics Laboratory voor genetisch onderzoek, één patiënt was prenataal gevonden bij onderzoek na een vruchtwaterpunctie. Er is bloedonderzoek gedaan bij zowel de patiënten als een deel van de ouders, waarbij lymfocyten geanalyseerd zijn met FISH en Polymorphic Marker Analysis. Bij dertien patiënten bleek er sprake te zijn van een pure 1p36 microdeletie, zonder andere chromosomale afwijkingen. Van deze patiënten zijn de kenmerken beschreven die de fundering zijn van het 1p36-deletiesyndroom.

## Effect op de ontwikkeling van het kind
Kinderen met het syndroom vertonen een achterstand in de motorische ontwikkeling. Dit heeft onder andere te maken met de constante hypotonie, die bij de geboorte al te zien kan zijn als de baby slap geboren wordt. Veel kinderen vertonen problemen met fijne motoriek. De communicatie en het overbrengen van emoties gaan veelal via gezichtsuitdrukking, klanken, gebaren en lichaamsbewegingen. Verbale communicatie blijft achter of uit. Soms leren de kinderen wat gebarentaal, en regelmatig blijkt dat kinderen meer taal begrijpen dan ze zelf kunnen uiten. De kinderen zijn typisch opgewekt en lief – frustratie, driftbuien en agressie komen echter wel voor, en zijn dan vaak een gevolg van de eerder genoemde belemmeringen in de communicatie. In 50% van de gevallen zijn er gedragsproblemen, van overdreven lief of verlegen tot kauwen op eigen lichaam of andere bijten. Soms ontstaan er slaapproblemen. Bij alle kinderen met dit syndroom worden leerproblemen vastgesteld.

## Effect op de organen

### Hart
50% van de patiënten vertoont cardiovasculaire problemen. Vaak is dit cardiomyopathie, en dan voornamelijk linkerventrikel non-compaction en ventrikeldilatatie. Daarnaast komen sluitingsdefecten veel voor. Meer ernstige cardiale ziektebeelden komen zelden voor.

### Gastro-intestinaal
Een veelvoorkomend probleem bij pasgeborenen en baby’s met het 1p36-deletie syndroom is zwak zuigen en slikken, waardoor het voeden belemmerd wordt. Daarnaast hebben baby’s vaak last van reflux en overgeven. Dit gaat echter bijna altijd na een paar jaar vanzelf over. Oudere kinderen met het syndroom hebben regelmatig last van obstipatie, een grote eetlust en aanleg voor obesitas.
Soms is er sprake van een schisis, die ook voor eet- en drinkproblemen kan zorgen.

### Zicht en gehoor
Twee derde van de mensen met het syndroom heeft verminderd gehoor. Dit kan zowel conductief als perceptief zijn. De ernst van het gehoorverlies varieert, en kan progressief zijn.
Ook problemen met het zicht komen veel voor. In de meeste gevallen is er sprake van strabismus, beperkte oogbewegingen en problemen met het focussen van de ogen. Andere symptomen die veel voorkomen zijn atrofie van de optische disk, nystagmus, fotosensitiviteit en bij- en verziendheid.

### Zenuwstelsel
Epilepsie in verschillende vormen komt voor bij 50-75% van de patiënten. Epilepsie en spasmes bij zuigelingen komt bij ongeveer 25% voor. Bijna altijd zijn er ook andere afwijkingen te zien op de MRI, zoals dilatatie van de laterale ventrikels en subarachnoïdale ruimtes, corticale atrofie en hypoplasie of agenesie van het corpus callosum.

### Andere effecten
Er is meer kans op het ontstaan van een folliculair lymfoom bij kinderen met het 1p36-deletiesyndroom. Luchtweginfecties komen iets vaker voor bij patiënten, hoewel de oorzaak hiervan onbekend is. Er zijn geen aanwijzingen voor een verstoord immuunsysteem, hoewel het wel aangeraden wordt om de werking van het immuunsysteem regelmatig gecontroleerd wordt.
Bij 15 tot 20% van de mensen is er sprake van een hypothyreoïdie.